# Tiger Electronics
Tiger Electronics är en amerikansk tillverkare av bärbar elektronik. De är främst inriktade på miniräknare men har även utvecklat de bärbara spelkonsolerna R-Zone och Game.com.
1. ↑  hämtat från: engelskspråkiga Wikipedia.[källa från Wikidata]